# Борголаведзаро
Борголаведза̀ро (на италиански: Borgolavezzaro; на пиемонтски: Borghlavzar, Борглавъдзар, на местен диалект: Burglavsar, Бюрглавъзар) е село и община в Северна Италия, провинция Новара, регион Пиемонт. Разположено е на 118 m надморска височина. Населението на общината е 2087 души (към 2014 г.).